# Axel Ohlin

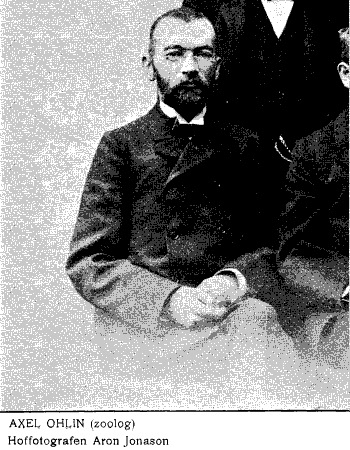
Axel Ohlin under Antarktisexpeditionen.

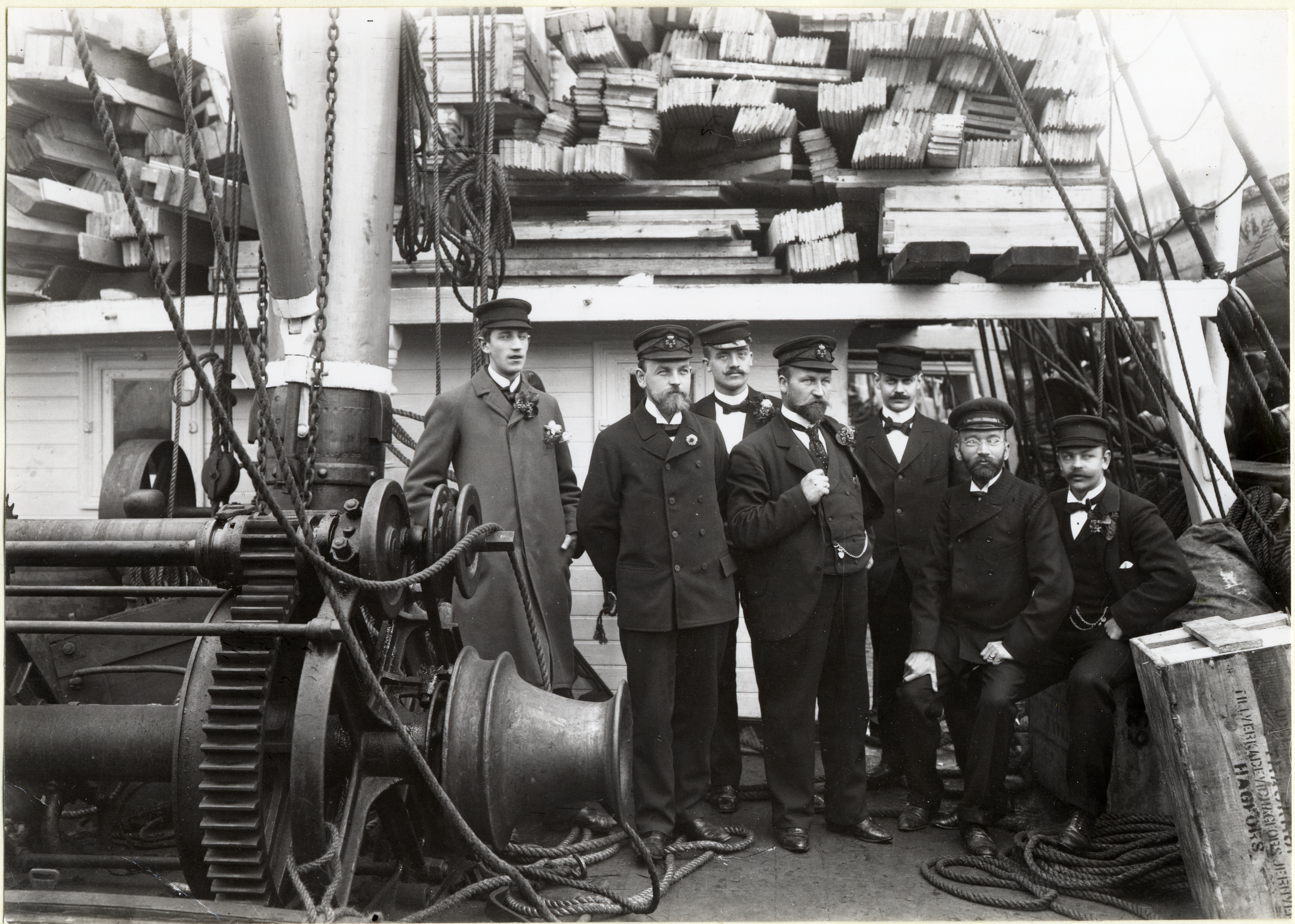
Medlemmar i Första svenska Antarktisexpeditionen ombord på Antarctic i oktober 1901', från vänster Carl Skottsberg, Otto Nordenskjöld, Karl Andersson, Carl Anton Larsen, Erik Ekelöf, Axel Ohlin och Gösta Bodman.

Axel Gabriel Ohlin, född 31 juli 1867 på Visingsö, död 13 juli 1903 i Sävsjö, var en svensk zoolog och upptäcktsresande. Ohlin deltog i den första svenska Antarktisexpeditionen (1901–1903) och var åren kring 1900 ansedd som en av de största begåvningarna bland landets zoologer.

## Biografi
Axel Ohlin var son till jägmästaren Per Ohlin och Hedda Hjertstedt. Han blev 1886 student vid Lunds universitet, 1890 filosofie kandidat samt 1896 filosofie doktor och docent i zoologi där. År 1894 deltog Ohlin i en sökaktion efter den försvunna Björling-Kallsteniusexpeditionen. Resan väckte ett intresse för polarforskning och hans bok 1895 På forskningsfärd efter Björling och Kallstenius ger en värdefull skildring av hans geografiska och zoologiska iakttagelser under sökexpeditionen.
Åren 1895–1896 deltog han i Otto Nordenskjölds expedition till Patagonien, den Svenska expeditionen till Magellansländerna, och 1898 i professor Alfred Nathorsts expedition till Björnön, Spetsbergen och Kong Karls land. Han värvades också av Otto Nordenskjöld att även delta i första svenska Antarktisexpeditionen, men tvingades avbryta resan i Port Stanley på Falklandsöarna 1902 på grund av utbruten tuberkulossjukdom.
Axel Ohlin drogs med alkoholproblem och stora skuldsättningar. Detta orsakade irritation och periodvis frånvaro men inte värre än att han fick förnyat förtroende och plats på expeditioner. Viktiga stöd under hans levnad var Alfred Nathorst och professor David Bergendal i Lund. Den senare fungerade periodvis som god man och hjälpte också Ohlin med en plats på Sävsjö sanatorium där han avled i tuberkulos. 
Ohlin skrev flera vetenskapliga avhandlingar trots en tilltagande sjukdom. Bland hans skrifter märks Bidrag till kännedomen om malako-strakfaunan i Baffin-Bay och Smith Sound (1895), Om tandutvecklingen hos Hyperoodon (1896) och Arctic Crustacea collected during the swedish arctic expeditions 1898, 1899 and 1900 (1901).
Axel Ohlin är begravd på Visingsö kyrkogård.